# Хрейдмар
Хрейдмар (др.-сканд. Hreiðmar) — в скандинавской мифологии чародей ("Хозяина звали Хрейдмаром, он был могущественным человеком, изрядно сведущим в колдовстве"). Отец Отра, Фафнира и Регина, а также имел дочерей: Люнгхейд и Лофнхейд. Фигурирует в «Саге о Вёльсунгах», «Старшей Эдде» и «Младшей Эдде».

## История Хрейдмара
Хрейдмар был великим и могущественным  чародеем. Он обладал Шлемом Ужаса, которого пугалось все живое и мечом Хротти. Однажды к нему на ночлег пришли Один, Хенир и Локи. Когда Хрейдмар и его сыновья Фафнир и Регин узнали, что незадолго до этого Локи убил их сына и брата - Отра (см.статья Отр), они напали на асов, захватили их в плен и связали. Асы, чтобы Хрейдмар и его сыновья их отпустили, предлагали им в уплату столько золота, сколько назначит сам Хрейдмар. Хрейдмар взял шкуру своего сына (он был убит в образе выдры) и поставил условие: набить эту шкуру золотом и к тому же засыпать её сверху. Тогда асы послали Локи добывать золото, а сами остались заложниками. Локи пошел к Ран и взял у неё невод. В водопаде Андварафорс, который находился в стране черных альвов, он выловил с помощью этой сети карлика Андвари в облике щуки и потребовал с него его золото, которое тот хранил в пещере. Карлик отдал ему все золото, но незаметно смахнул себе под руку золотое кольцо. Локи заметил это и потребовал отдать его, карлик не хотел делать этого, так как оно могло снова умножить его богатство. Тогда Локи насильно отобрал его и разгневанный карлик проклял кольцо: 
"Золото это, 
Что было у Густа, 
Братьям двоим
Гибелью будет, 
Смерть восьмерым принесёт героям; 
Богатство мое 
Никому не достанется".
........
Асы отдали Хрейдмару условленную меру золота, набив шкуру и засыпав её сверху, неприкрытым остался лишь волосок усов. Одину пришлось прикрыть этот волосок кольцом Андвари, которое он было оставил себе. Уплатив виру, асы покинули Хрейдмара. Перед уходом Локи рассказал Хрейдмару о проклятии Андвари.
Затем Фафнир и Регин потребовали у отца отдать им виру за брата, но Хрейдмар не хотел с ними делиться. Тогда Фафнир пронзил отца мечом, когда тот спал. Смертельно раненый Хрейдмар позвал свою дочь Люнгхейд, и предсказал ей, что её внук отомстит Фафниру.